# Ковпачка смугастоплода
Ковпачка смугастоплода (Encalypta rhaptocarpa) — вид мохів порядку ковпачкальних (Encalyptales).

## Поширення
Батьківщиною є Європа, Північна Америка, Південна Америка, Азія, Нова Зеландія, Антарктида.
Населяє ґрунт або ґрунт над скелею.

## Характеристика
Стебла 10–30 мм. Листки видовжено-ланцетні, 2.5–3.5 мм, верхівки від гострих до короткозагострених; клітини 12–20 мкм; базальні клітини 20–70 мкм. Коробочкова ніжка 8–10 мм, червонувато-коричневі. Коробочка циліндрична, 2.5–3 мм, ребриста, від коричневого до коричнево-червоного кольору, ребра темно-червоні. Спори 35–40 мкм, бородавчасті, коричневі.